# Пронотум
Пронотум или вратни штит је горња плоча или покривач првог грудног сегмента, проторакса. То је плочаста структура који у потпуности или делимично прекрива дорзалну страну торакса. Постоји и уочљив је код многих инсеката, као што су стенице (Heteroptera), тврдокрилци (Coleoptera), бубашвабе и ухолаже.